# Callisto (vệ tinh)
Callisto (/kəˈlɪstoʊ/, hay Jupiter IV) là vệ tinh lớn thứ hai của Sao Mộc. Trong hệ Mặt Trời, Callisto là vệ tinh lớn thứ ba, sau Ganymede cũng của Sao Mộc và vệ tinh Titan của Sao Thổ. Callisto cũng là vật thể lớn thứ 12 trong Hệ Mặt Trời về đường kính. Vệ tinh được Galileo Galilei phát hiện vào năm 1610. Tuy kích thước bằng 99% Sao Thủy nhưng do có khối lượng riêng nhỏ, khối lượng của Callisto chỉ bằng 1/3 so với Sao Thủy. Trong số 4 vệ tinh lớn của Sao Mộc mà Galilei đã phát hiện từ thế kỉ 17, Callisto có khoảng cách với Sao Mộc xa nhất, trung bình 1.880.000 km. Callisto cũng không tạo ra với 3 vệ tinh lớn còn lại hệ quỹ đạo cộng hưởng (1 chu kì quanh Sao Mộc của Ganymede bằng 2 lần chu kì của Europa và bằng 4 lần của Io). Dưới sức hút cực lớn của một "hành tinh khí khổng lồ" (gas giant) như Sao Mộc, một mặt của Callisto luôn luôn hướng về phía Sao Mộc, giống như Mặt Trăng luôn chỉ quay một mặt về phía Trái Đất. Do ở xa nhất trong 4 vệ tinh lớn, tác động của lực hấp dẫn và từ trường của Sao Mộc lên Callisto là yếu nhất. Với những vệ tinh gần hơn, sức hút của Sao Mộc làm biến dạng chúng, khiến các lớp của những vệ tinh này ma sát sinh ra năng lượng. Ví dụ điển hình là Io, vệ tinh lớn nằm gần Sao Mộc nhất, dưới tác động của những năng lượng ngoại sinh này, đã hình thành các núi lửa vẫn đang hoạt động.
Callisto có cấu tạo một nửa là đất đá và nửa còn lại là băng, khối lượng riêng xấp xỉ 1,83 g/cm³. Theo những quan sát quang phổ, bề mặt của Callisto được cấu tạo từ băng nước, C02, silicates và các hợp chất hữu cơ. Tàu thám hiểm Galileo khi nghiên cứu Sao Mộc và các vệ tinh của nó đã chỉ ra rằng, rất có thể ở phía dưới lớp bề mặt băng đá 1.000 km là một đại dương.
Bề mặt của Callisto có rất nhiều những hố thiên thạch và được hình thành ngay trong giai đoạn đầu. Không hề thấy dấu vết về những hoạt động địa chất của Callisto gần đây, không có động đất hay núi lửa cũng như sự chuyển dịch của các địa tầng. Địa hình của Callisto chủ yếu là các chuỗi hố thiên thạch nhiều hình dáng, những vết đứt gãy địa tầng, những rặng núi và sa thạch. Xét một cách chi tiết, bề mặt của Callisto là rất đa dạng, với những lớp băng kết có màu sáng ở cao hơn những vành đai đất đá mịn và sẫm màu. Chúng có thể là kết quả của những quá trình thay đổi địa chất cùng với tác động của nhiều vụ va chạm thiên thạch đã xảy ra trong quá khứ. Hiện tại chưa xác định được tuổi của những biến đổi này.
Callisto có một bầu khí quyển rất mỏng với sự xuất hiện của CO2, các nguyên tử oxy, và một tầng điện ly khá dày. Ngày nay, người ta cho rằng Callisto được hình thành từ sự tích tụ rất chậm chạp các vật chất trong vành đai của Sao Mộc vào buổi đầu của hệ Mặt Trời. Tốc độ hình thành thấp và thiếu đi năng lượng sinh ra do ma sát giữa các lớp vật chất (do cách xa Sao Mộc), Callisto không bị phân lớp một cách hoàn toàn mà chỉ bị phân lớp một phần (nếu một thiên thể bị phân lớp hoàn toàn, lớp vật chất phía trong sẽ đặc hơn và tạo thành lõi thiên thể). Chính sự phân lớp một phần đó có thể đã tạo ra cho Callisto một lõi đá nhỏ và một lớp nước dày từ 100 đến 150 km dưới lớp bề mặt.
Với sự tồn tại của một đại dương, mặc dù ở sâu dưới lớp bề mặt, Callisto có thể có sự sống. Khả năng tồn tại sự sống của Callisto không nhiều bằng khả năng của Europa. Một số tàu thám hiểm đã nghiên cứu vệ tinh này, từ Pioneer 10 và Pioneer 11 tới Galileo và Cassini. Trong tương quan với Sao Mộc và các vệ tinh của nó, Callisto có thể là nơi thích hợp nhất cho những chuyến thám hiểm và khai phá trong tương lai của con người.

## Phát hiện và tên gọi

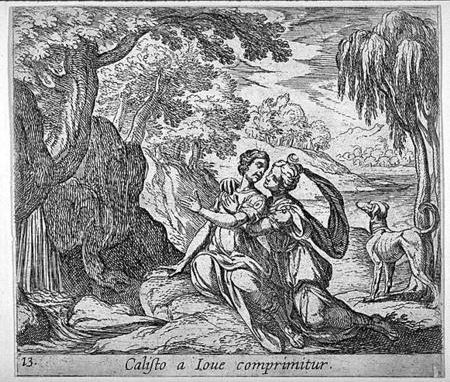
Zeus quyến rũ Callisto

Galileo phát hiện ra Callisto cùng với 3 vệ tinh Ganymede, Io và Europa gần như đồng thời trong tháng 1 năm 1610.
Simon Marius là người đầu tiên đề nghị đặt tên cho các vệ tinh lớn nói trên, trong đó có Callisto. Ông đã gửi những đề nghị của mình cho Johannes Kepler. Thế nhưng trong nhiều thế kỉ, người ta không thích gọi tên những vệ tinh như vậy, chỉ đơn giản là Jupiter IV theo cách gọi lúc ban đầu của Galileo (có nghĩa là vệ tinh thứ tư của Sao Mộc). Mãi đến giữa thế kỉ 20, cách gọi tên theo các vị thần như đề nghị ban đầu của Simon Marius mới trở nên phổ biến.
Callisto là một nhân vật trong thần thoại Hy Lạp, một trong nhiều người tình của Zeus (Sao Mộc được đặt tên là Jupiter, chính là Zeus theo thần thoại Hy Lạp). Là con gái của Lycaon, vua xứ Arcadia, Callisto là một nữ thần theo hầu nữ thần săn bắn Artemis. Giống như những nữ thần khác phụ tá cho Artemis, Callisto thề giữ trọn trinh tiết. Thế nhưng Zeus đã hóa thân thành Artemis để lừa Callisto và sau đó, quan hệ với nàng (đây là một ví dụ về quan hệ cùng giới trong thần thoại Hy Lạp). Callisto do không giữ được lời thề, đã bị biến thành một con gấu. Con của Callisto và Zeus chính là Arcas, sau này do không biết gấu chính là mẹ mình, đã bắn Callisto. Zeus sau đó đã biến cả hai mẹ con thành hai chòm sao Đại Hùng và Tiểu Hùng.

## Quỹ đạo

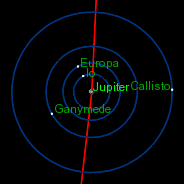
Quỹ đạo Callisto

Callisto là vệ tinh nằm ở ngoài cùng trong số 4 vệ tinh lớn (gọi là vệ tinh Galileo) của Sao Mộc. Bán kính quỹ đạo trung bình là khoảng 1.880.000 km, gấp 26,3 lần bán kính Sao Mộc. Quỹ đạo của Callisto xa hơn khá nhiều so với quỹ đạo của vệ tinh lớn nằm tiếp theo là Ganymede ở khoảng cách 1.070.000 km. Do quỹ đạo xa như vậy nên Callisto không bị cộng hưởng quỹ đạo như 3 vệ tinh còn lại, và có thể sẽ không bao giờ bị cộng hưởng quỹ đạo với 3 vệ tinh kia.
Giống như các vệ tinh thông thường khác, Callisto bị khóa lại bởi lực hấp dẫn của Sao Mộc khiến cho nó luôn chỉ quay một mặt về phía Sao Mộc. Chu kì tự quay của nó, vì thế cũng chính bằng chu kì quay quanh Sao Mộc là 16,7 ngày Trái Đất. Quỹ đạo của Callisto là rất tròn và gần như ngang bằng với mặt phẳng xích đạo của Sao Mộc. Độ dẹt quỹ đạo cũng như độ nghiêng này có sự thay đổi gần như là chu kì bởi tác động của nhiều lực hấp dẫn, chủ yếu là của Mặt Trời và Sao Mộc. Những chu kì này dài khoảng vài trăm năm. Mức độ thay đổi cũng khá nhỏ, đối với độ dẹt là khoảng 0,0072–0,0076 và đối với góc nghiêng là khoảng 0,20–0,60°. Chính những thay đổi này kéo theo sự thay đổi góc nghiêng giữa trục quay của Callisto và pháp tuyến mặt phẳng quỹ đạo trong khoảng từ 0,4 đến 1,6°.
Sự tách biệt về mặt động lực học của Callisto trong hệ khiến cho nó không bị ảnh hưởng nhiều bởi lực hấp dẫn của Sao Mộc và có cấu tạo bên trong khá đặc biệt. Thêm vào đó, khoảng cách xa khiến cho những dòng điện tích cực mạnh từ từ trường Sao Mộc không bắn phá Callisto dữ dội như các vệ tinh gần Sao Mộc hơn (năng lượng bắn phá chỉ nhỏ bằng 1/300 lần của Europa). Do đó tác động của những bắn phá này trên bề mặt của Callisto là không mấy đáng kể.

## Đặc điểm

### Thành phần

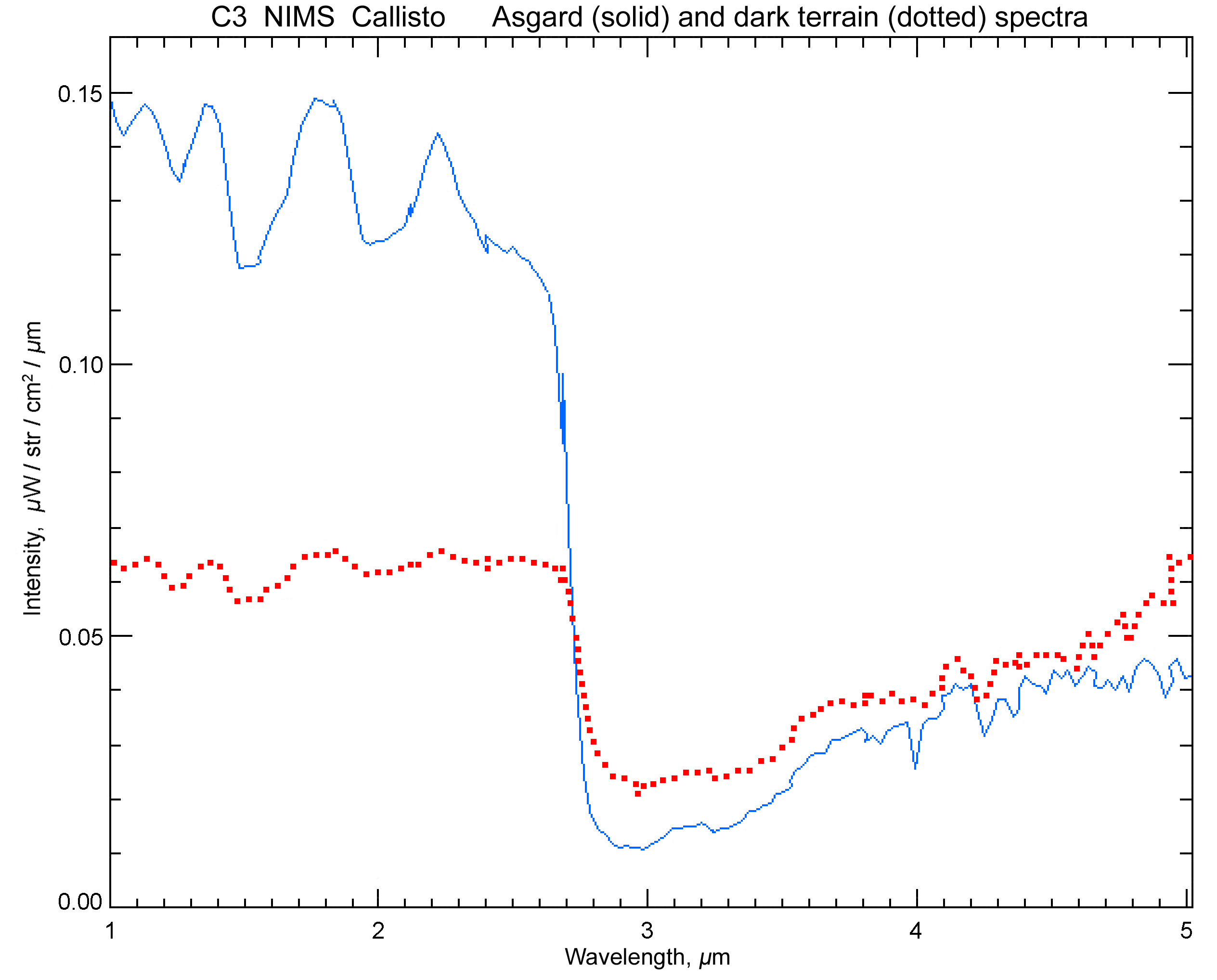
Gần quang phổ hồng ngoại trong một khu vực đồng bằng bị bắn phá (màu đỏ) và trong cấu trúc tác động Asgard (màu xanh), cho thấy sự hiện diện của nước đóng băng (dải hấp thụ từ 1 đến 2 micron) và vật liệu ít đá trong Asgard.

Khối lượng riêng của Callisto, được xác định bằng 1,83 g/cm³, chỉ ra rằng Callisto cấu tạo từ một nửa là đá và một nửa là băng nước, có thể có thêm một số loại băng dễ bay hơi như amonia. Tỉ lệ của băng trong khối lượng của Callisto là khoảng 49–55%. Cấu tạo phần đá của Callisto vẫn chưa được xác định, nhưng rất có thể giống như cấu tạo của O-chondrite dạng L/LL với ít kim loại, ít sắt và nhiều các oxide kim loại hơn so với H-chondrite (chondrite là những mẫu thiên thạch tìm thấy trên Trái Đất được phân loại theo thành phần, cấu tạo). Tỉ lệ sắt: silic của Callisto là khoảng 0,9:1,3 trong khi đối với Mặt Trời là khoảng 1,8.
Bề mặt của Callisto có độ phản xạ vào khoảng 20%. Cấu tạo bề mặt của nó cũng tương tự như toàn bộ cấu tạo của vệ tinh. Quang phổ cận hồng ngoại của Callisto cho thấy có những vạch hấp thụ của băng nước ở các bước sóng 1,04, 1,25, 1,5, 2,0 và 3,0 µm. Băng nước rất phổ biến trên bề mặt vệ tinh, tỉ lệ có thể là từ 25–50%. Phân tích những dữ liệu quang phổ có độ phân giải cao trong vùng bước sóng cận hồng ngoại và tử ngoại của Callisto thu được từ tàu Galileo và các trạm quan sát mặt đất cho thấy: trên bề mặt Callisto còn có nhiều vật chất không ở dạng băng như: các khoáng silicat sắt hay magiê ngậm nước, CO2, SO2, amonia và các hợp chất hữu cơ. Nhìn chung, bề mặt của Callisto rất không đồng nhất với những vệt sáng màu của băng nước nằm lẫn với những vệt hỗn hợp băng đá cho tới những vệt tối màu của các vật chất không ở dạng băng.
Bề mặt của Callisto được chia thành hai nửa không đối xứng. Nửa bán cầu hướng theo chiều quay của vệ tinh (là nửa bán cầu ta nhìn thấy khi quan sát vệ tinh đi về phía chúng ta) có màu tối hơn so với nửa còn lại. Điều này trái ngược với các vệ tinh Galileo khác. Nửa tối hơn có nhiều SO2, trong khi nửa sáng hơn, có nhiều CO2. Xét một cách tổng quát, cấu tạo bề mặt của Callisto, khá giống với các tiểu hành tinh nhóm D với nhiều vật chất chứa carbon.

### Cấu tạo

Callisto so với Mặt Trăng và Trái Đất

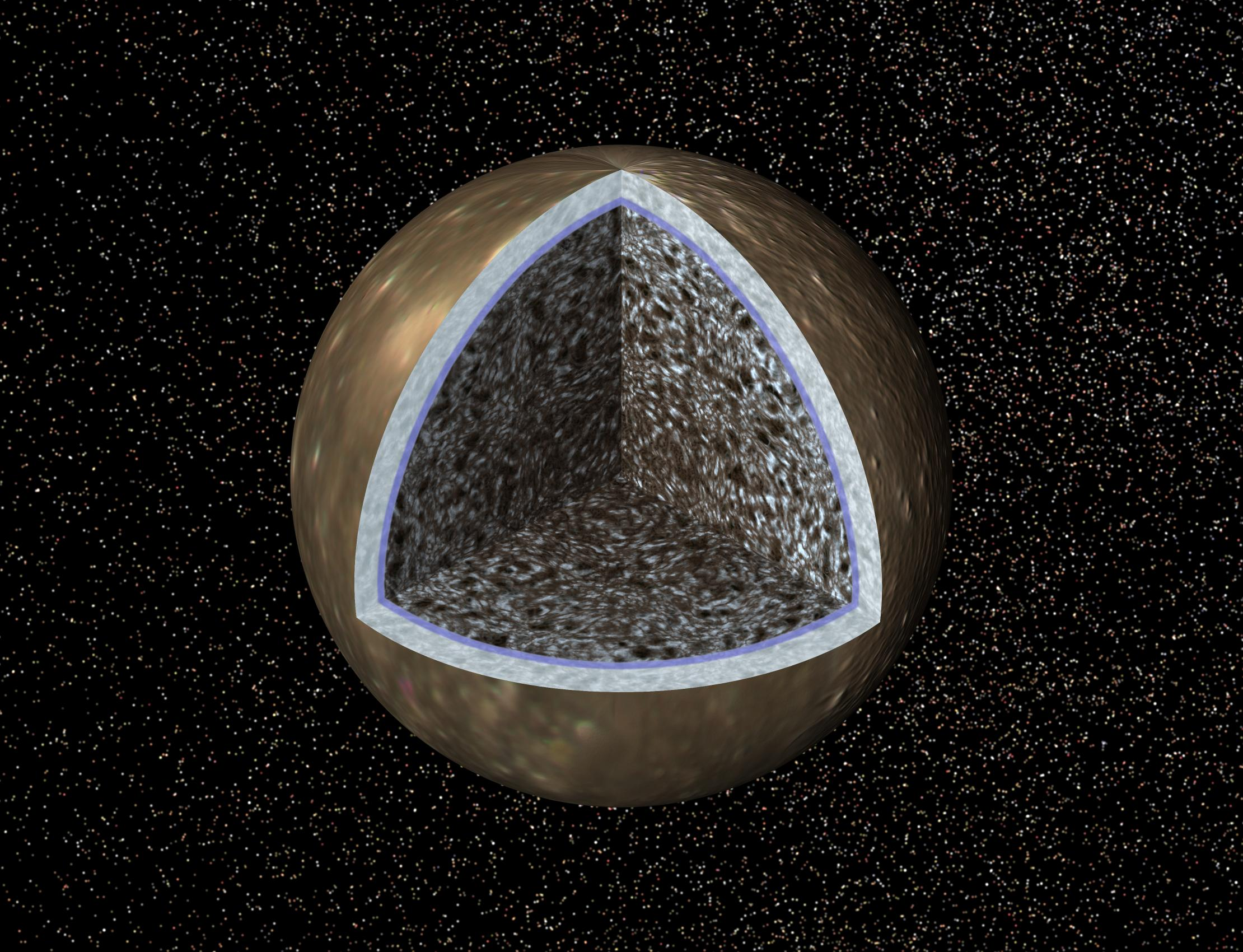
Bên trong Callisto

Bề mặt của Callisto nằm trên một lớp quyển đá cứng và lạnh dày khoảng 80 đến 150 km. Dưới lớp này có thể là một lớp nước mặn tạo thành một đại dương dày từ 50 km (31 mi) đến 200 km (120 mi). Sự tồn tại của lớp nước này được phát hiện khi người ta nghiên cứu từ trường của Sao Mộc tác động lên các vệ tinh của nó. Cụ thể, khi xem xét từ trường thay đổi của Sao Mộc tác động lên Callisto, người ta nhận thấy Callisto giống như một vật dẫn hình cầu hoàn hảo, tức là từ trường không thể xuyên vào bên trong của nó. Khả năng có thể xảy ra là Callisto có một lớp chất lỏng dẫn điện dày ít nhất là 10 km. Lớp chất lỏng này có thể cần chứa một số chất chống đông hoặc amonia để giữ nguyên thể lỏng ở nhiệt độ thấp. Khi đó lớp chất lỏng sẽ dày từ 250 km (160 mi) đến 300 km (190 mi). Nếu như không thực sự tồn tại lớp nước như vậy, tầng quyển đá có thể dày hơn, lên tới trên dưới 300 km (190 mi).
Bên dưới lớp quyển đá và lớp chất lỏng (nếu như nó thực sự tồn tại), phần lõi phía trong có vẻ như không đồng nhất mà là một hỗn hợp của băng đá. Càng vào sâu bên trong lõi của Callisto, tỉ lệ đá trong hỗn hợp càng tăng lên. Điều này được thể hiện thông qua đại lượng mômen quán tính. Phía trong cùng có thể là một lõi silicat không lớn lắm (< 600 km) với mật độ cỡ chừng 3,1–3,6 g/cm³.

### Bề mặt

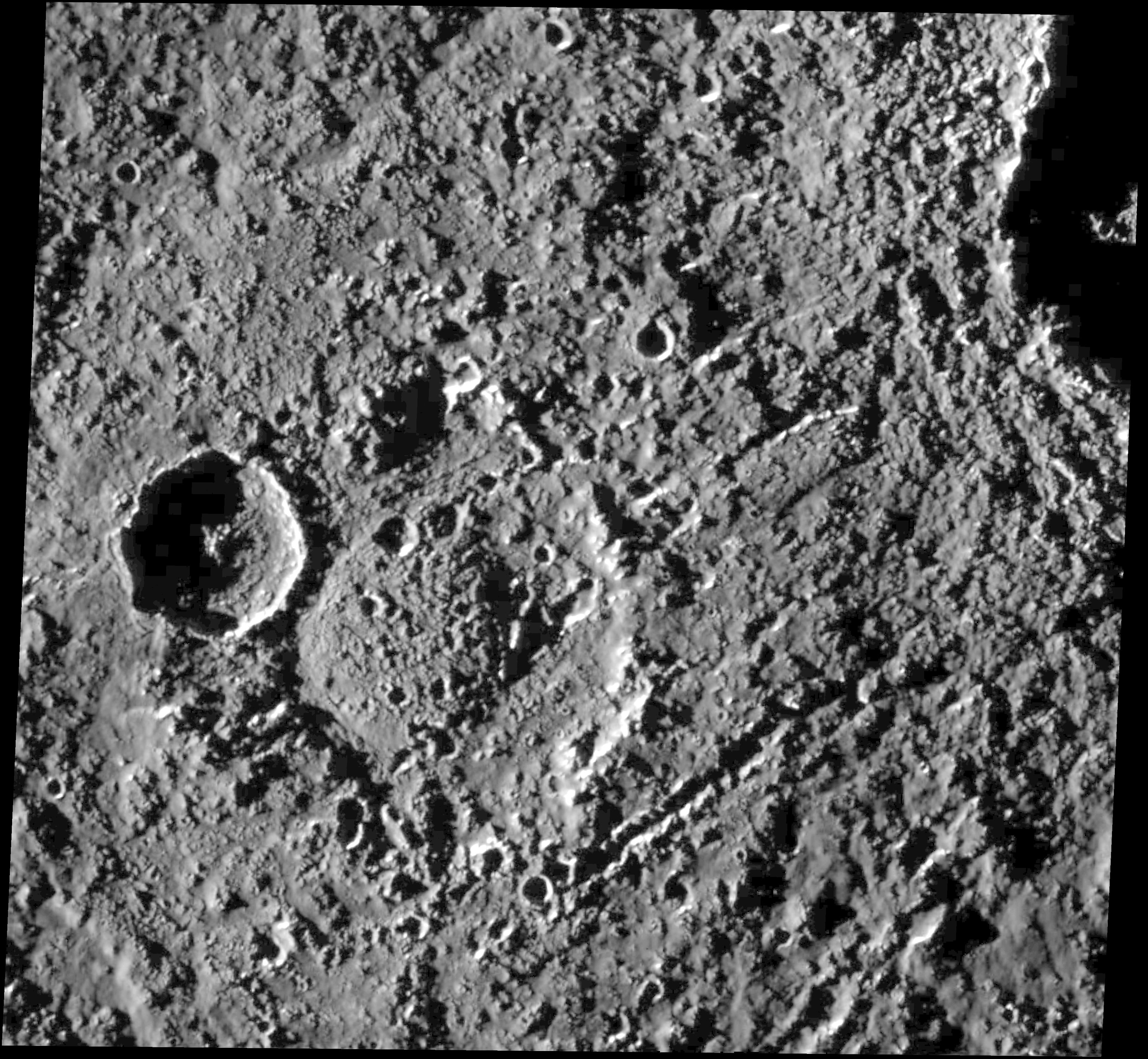
Hố thiên thạch Har và vùng nhô lên hình vòm ở chính giữa

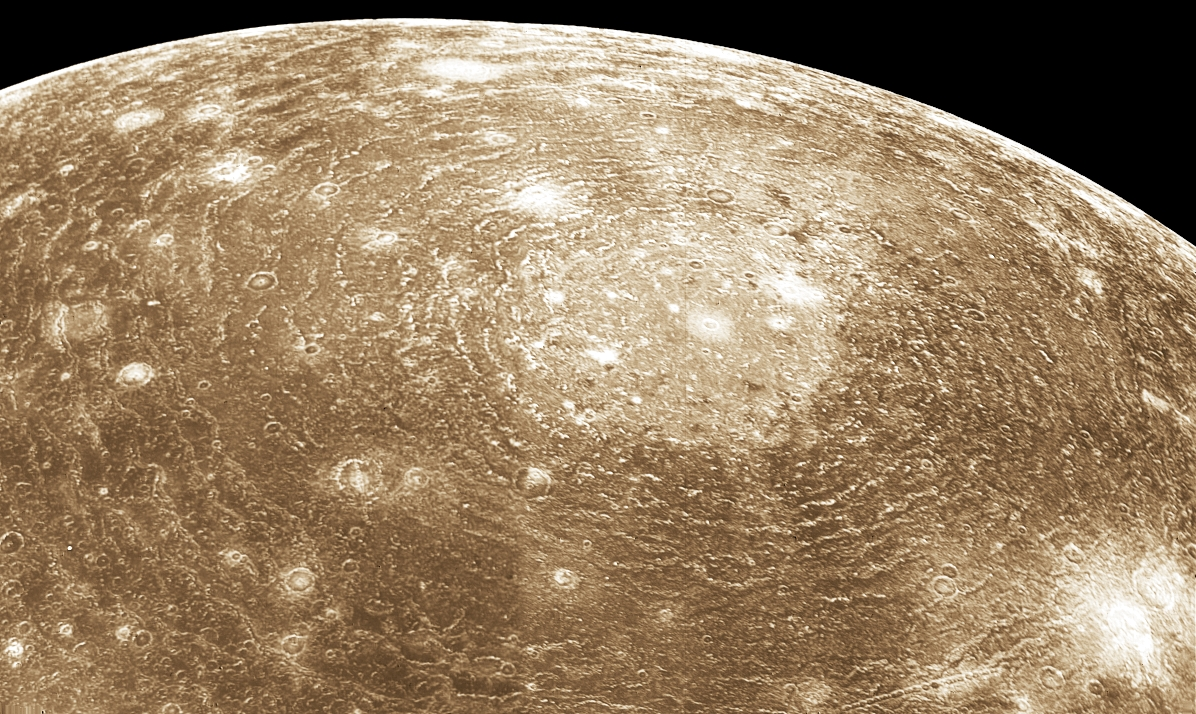
Hố thiên thạch đa vành Valhalla

Bề mặt Callisto được hình thành ngay từ giai đoạn đầu tiên của vệ tinh. Sau giai đoạn bị những thiên thạch bắn phá ác liệt, bề mặt của Callisto gần như không thay đổi, giống như bề mặt của Mặt Trăng. Callisto là một trong những thiên thể bị bắn phá mạnh nhất trong thời kì này với dày đặc những hố thiên thạch. Nếu như có một thiên thạch mới đâm vào Callisto, chắc chắn nó sẽ xóa đi dấu vết của một hố thiên thạch cũ nào đó. Nhìn trên diện rộng, địa hình của Callisto rất đơn giản và khá bằng phẳng. Nó không hề có những dãy núi lớn, núi lửa hay những địa hình kiến tạo mà chỉ có những hố thiên thạch, những miệng thiên thạch đồng tâm cùng với những vết đứt gãy, sườn dốc và những vùng khoáng kết.
Có thể chia bề mặt của Callisto thành nhiều vùng riêng biệt. Bao phủ rộng nhất là những vùng có rất nhiều hố thiên thạch làm lộ ra tầng quyển đá là hỗn hợp của đá và băng. Có những vùng khác ít gồ ghề hơn như khu vực 2 hố thiên thạch sáng màu Burr và Lofn, cũng như những hố thiên thạch cổ xưa đã bị bào mòn, vùng tâm của những miệng hố thiên thạch đa vành và những dải nằm xen kẽ trong vùng nhiều hố thiên thạch. Những vùng sáng màu và mịn xuất hiện dọc theo những lòng máng thuộc các vùng Valhalla và Asgard, chỉ chiếm một tỉ lệ nhỏ trong địa hình Callisto. Lúc đầu người ta cho rằng những vùng này là kết quả của những hoạt động địa chất gần đây đã tạo nên. Nhưng những bức ảnh do tàu thám hiểm Galileo chụp được khi bay ngang qua Callisto đã chỉ ra rằng chúng là kết quả của những vết đứt gãy lớn khi Callisto bị bắn phá trong quá khứ. Ngoài ra còn có những vùng nhỏ tối màu và rất mịn với diện tích chỉ khoảng 10.000 km² được tạo ra do nham thạch của những núi lửa băng cổ (núi lửa trên những thiên thể lạnh, phun ra những chất lỏng dễ bay hơi thay vì đất đá nóng chảy).
Những hố thiên thạch của Callisto có đủ mọi kích thước, từ cỡ nhỏ khoảng 0,1 km (là giới hạn phân giải của ảnh chụp vệ tinh) cho tới trên 100 km (không tính những miệng hố thiên thạch đa vành). Những hố bé, cỡ dưới 5 km thường có đáy phẳng hoặc lõm xuống như hình cái bát. Những hố lớn hơn từ 5 đến 40 km ở tâm thường có một đỉnh núi nhỏ. Những hố lớn hơn nữa, trên 60 km thì thay vì một đỉnh núi ở giữa là một vùng nhô lên hình vòm. Đó được coi là kết quả của việc những tầng đất đá bên dưới trồi lên sau vụ va chạm. Vài hố thiên thạch lớn hơn nữa, trên 100 km và những hố thiên thạch sáng màu có cấu trúc vòm rất đặc biệt. Chúng đặc biệt nông và có thể là dạng chuyển tiếp giữa các hố thiên thạch nhỏ thông thường và những hố thiên thạch lớn đa vành, một ví dụ là miệng hố Lofn. Nhìn chung hố thiên thạch trên Callisto không sâu như những hố thiên thạch của Mặt Trăng.
Những cấu trúc bề mặt lớn nhất trên Callisto chính là những hố thiên thạch đa vành làm thành vùng lòng chảo rộng lớn. Có 2 cấu trúc như vậy đặc biệt lớn, lớn nhất là miệng hố Valhalla với vùng trung tâm sáng màu với đường kính 600 km và có những vành cách tâm tới 1.800 km. Miệng hố lớn thứ 2 là Asgard có đường kính 1.600 km. Những cấu trúc như vậy là kết quả của những vụ va chạm lớn. Sau vụ va chạm, lớp quyển đá của Callisto bị trượt đi và rung động mạnh phía trên của lớp vật chất mềm hơn hay thậm chí là một lớp chất lỏng, phiên âm là/ˌkælɨˈstoʊən/, hoặc là Callistan. Những rung động này có tính hướng tâm (hướng về tâm va chạm) đã tạo nên những dấu vết địa hình rõ rệt có dạng vành đồng tâm. Một kiểu cấu trúc khác rất đáng chú ý là những chuỗi hố thiên thạch nắm trên đường thẳng, ví dụ như dãy Gomul. Chúng có thể là kết quả của một thiên thể hay sao chổi nào đó khi bay ngang qua Sao Mộc đã bị lực hấp dẫn của nó xé ra thành nhiều mảnh, trước khi đâm vào Callisto. Một khả năng khác là một sao chổi đã đâm vào Callisto với góc rất nhỏ và tạo nên một vệt dài trên bề mặt nó. Một vụ va chạm sao chổi là ví dụ cho khả năng thứ nhất là sao chổi Shoemaker-Levy 9.

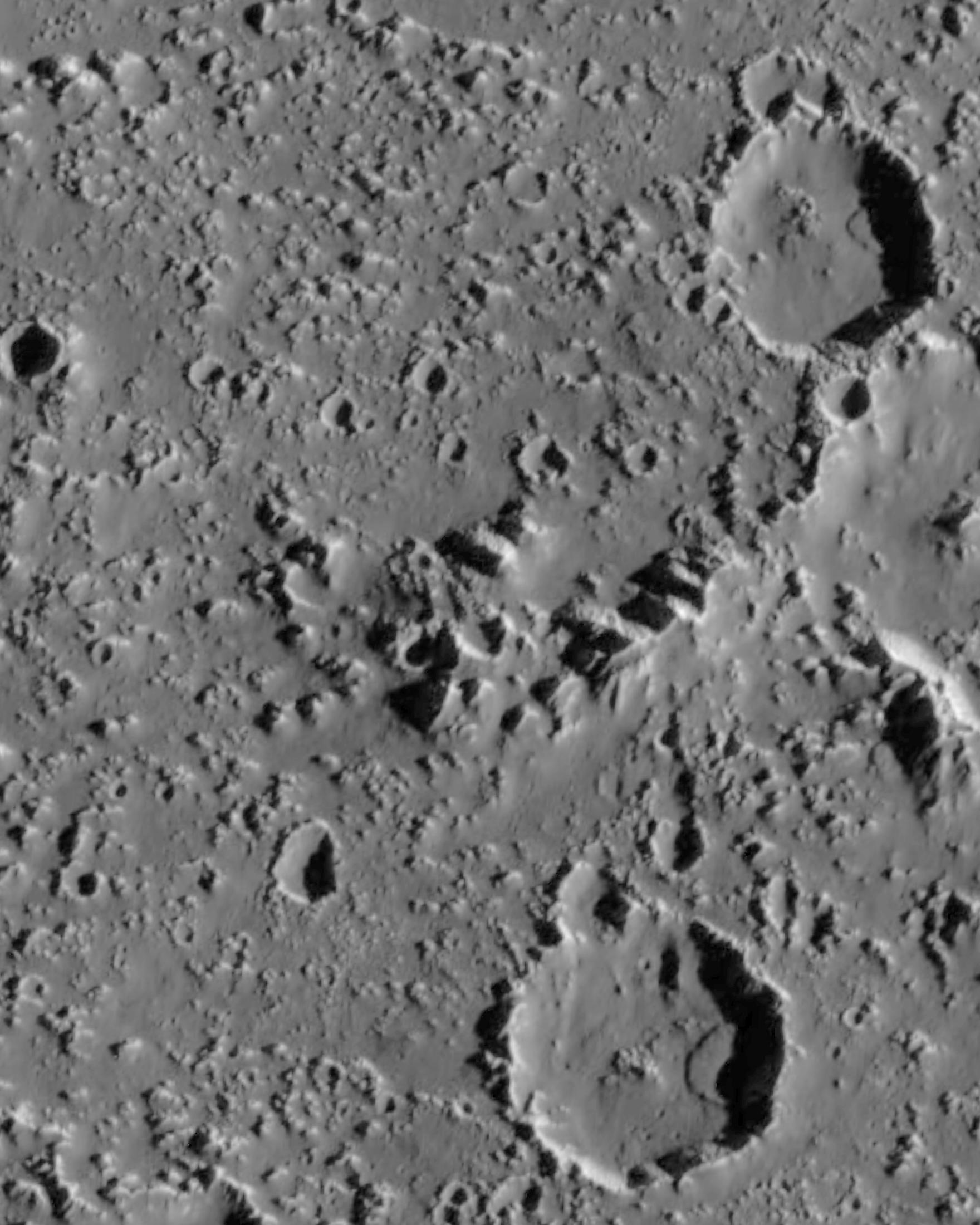
Những vết sạt lở và những vùng gò trên Callisto

Như đã nói ở trên, những vệt băng nước tinh khiết với độ phản xạ lên tới 80% trên Callisto được bao quanh bởi những loại vật chất rất tối màu. Những bức ảnh với độ phân giải cao của tàu thám hiểm Galileo cho thấy những vệt băng này chủ yếu nằm trên vùng tương đối cao như vành các hố thiên thạch, các rặng núi và các gò đá. Những vùng thấp hơn ở xung quanh có màu tối và khá mịn. Chúng có thể kéo dài tới 5 km kể từ chân miệng hố thiên thạch và là kết quả của việc đất đá xung quanh miệng hố bị nén lún xuống.
Trong số 4 vệ tinh lớn của Sao Mộc, bề mặt Callisto là bề mặt bị xâm thực nhiều nhất. Nếu so sánh với vùng đồng bằng tối màu trên Ganymede, Callisto có vẻ ít những hố thiên thạch đường kính dưới 1 km hơn. Thay vì những hố thiên thạch nhỏ như vậy, bề mặt Callisto có rất nhiều gò và những rãnh nứt. Những gò đất là phần còn sót lại của những hố thiên thạch cổ xưa đã bị xâm thực bởi một nguyên nhân nào đó. Khả năng lớn nhất có thể là do sự thăng hoa rất chậm chạp của những chất có thể bay hơi như băng đá dưới nhiệt độ có thể ở mức 165K khi hướng về phía Mặt Trời. Sự bay hơi của những vật chất cấu tạo nên lớp đá nền đã khiến cho hố thiên thạch bị hủy hoại dần. Những phần sót lại không có cấu tạo băng bị vụn ra và sạt xuống từ thành hố thiên thạch (hiện nay vẫn quan sát được hiện tượng này). Thỉnh thoảng thành của các hố thiên thạch bị những cấu trúc giống như thung lũng cắt vào, tạo thành các rãnh giống như những cấu trúc trên Sao Hỏa. Theo giả thuyết nói trên, người ta cho rằng những vùng tối nằm dưới thấp được phủ bởi những vật chất không có cấu tạo băng bị rã ra từ thành hố thiên thạch.
Tuổi của những cấu trúc trên bề mặt Callisto được xác định thông qua mật độ những vụ va chạm thiên thạch đã làm nên chúng. Bề mặt của một thiên thể được hình thành càng sớm thì mật độ hố thiên thạch càng dày đặc. Vùng dày đặc hố thiên thạch của Callisto có thể đã hình thành cách đây 4,5 tỉ năm, ngay từ những thời điểm ban đầu hình thành hệ Mặt Trời. Những cấu trúc đa vành và các hố thiên thạch khác được ước đoán từ 1 tới 4 tỉ năm.

### Khí quyển và tầng điện ly

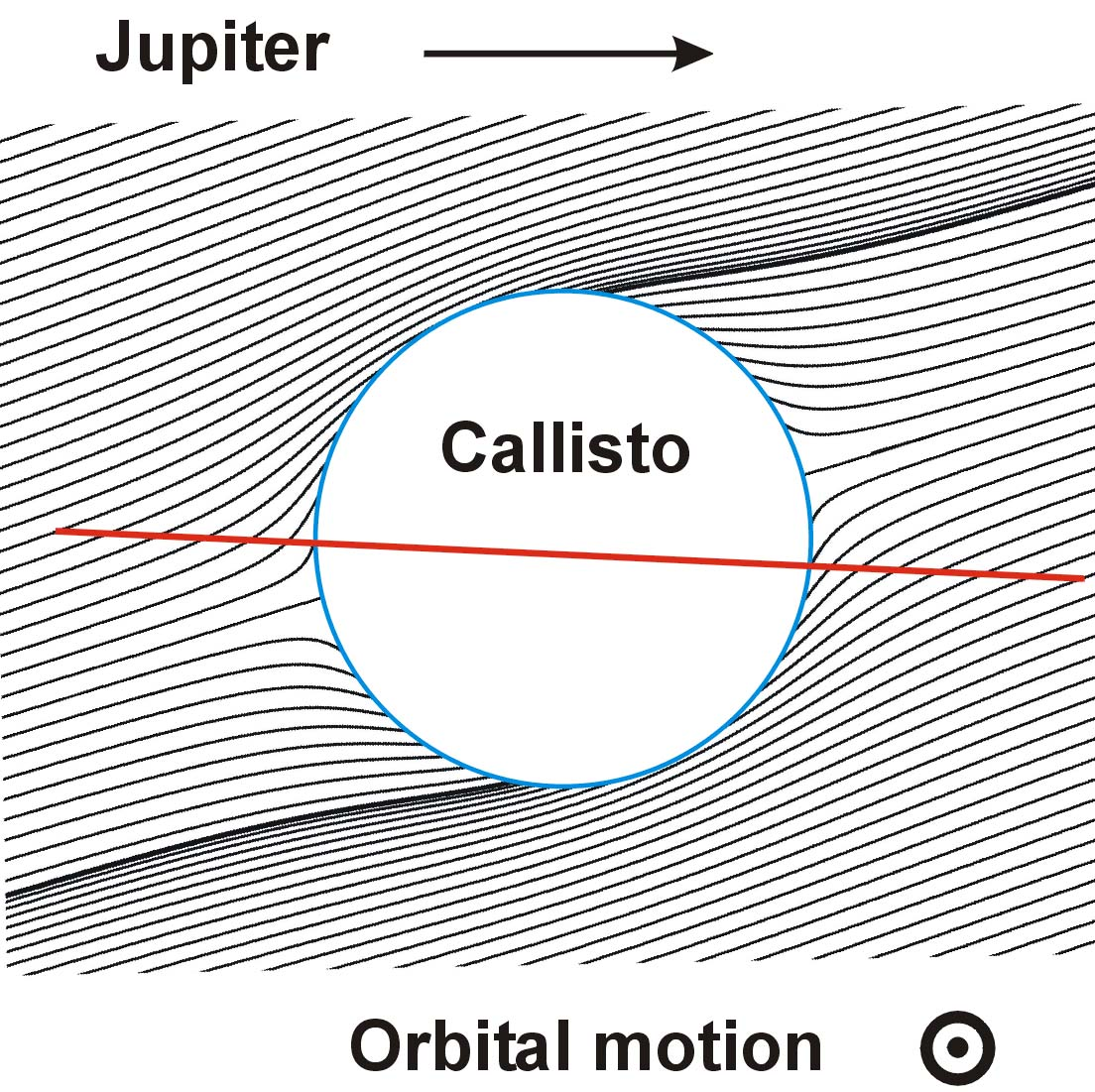
Từ trường quanh Callisto

Bầu khí quyển của Callisto rất mỏng và được cấu tạo từ CO2. Đây là kết quả của máy quang phổ cận hồng ngoại của tàu Galileo khi quan sát được vạch hấp thụ ở bước sóng 4.2 µm. Áp suất khí quyển là 7,5 × 10−12 bar và mật độ phân tử thấp chỉ có 4 × 108 cm−3. Nếu như không có nguồn thay thế, lượng khí quyển rất nhỏ này sẽ nhanh chóng bị phát tán ra vũ trụ chỉ trong 4 ngày. Quá trình thăng hoa chậm chạp của các băng CO2 có thể chính là nguồn duy trì sự tồn tại của lớp khí quyển này.
Tầng điện li của Callisto được phát hiện cũng bởi tàu Galileo. Mật độ hạt điện trong tầng này là 7–17 × 104 cm−3 khá lớn không tương thích với bầu khí quyển toàn CO2 của Callisto. Người ta nghi ngờ rằng tầng điện li của Callisto có thể chủ yếu cấu thành từ O2 với tỉ lệ lớn gấp 10 đến 100 lần CO2. Mặc dù vậy, vẫn chưa phát hiện được oxy trong khí quyển của Callisto. Những quan sát từ kính viễn vọng Hubble đã cung cấp một cận trên cho mật độ của oxy trong khí quyển Callisto, phù hợp với những tính toán về tầng điện ly đã nói ở trên. Bên cạnh đó Hubble còn phát hiện được một số khu vực tập trung oxy trên bề mặt Callisto.

## Sự hình thành
Như phần trên đã đề cập, cấu tạo của Callisto không được phân tầng hoàn toàn mà chỉ được phân tầng một phần (suy ra từ mômen quán tính của vệ tinh) cho thấy trong lịch sử hình thành, Callisto chưa bao giờ đủ nóng để làm tan chảy băng của nó. Vì thế, mô hình hợp lý nhất cho sự hình thành của Callisto là một quá trình tích tụ dài lâu của vật chất xung quanh Sao Mộc. Trước đó xung quanh Sao Mộc là một vành đai bụi và khí có mật độ thấp. Nếu như quá trình hình thành quá nhanh thì với lượng nhiệt thu được từ các vụ va chạm, phân rã các chất phóng xạ và sự co tinh thể, Callisto đã đủ nóng để làm tan băng và phân tầng hoàn toàn. Thời gian hình thành của Callisto, mặc dù vậy, không quá lớn so với tuổi của chính nó, chỉ khoảng từ 0,1 đến 10 triệu năm.

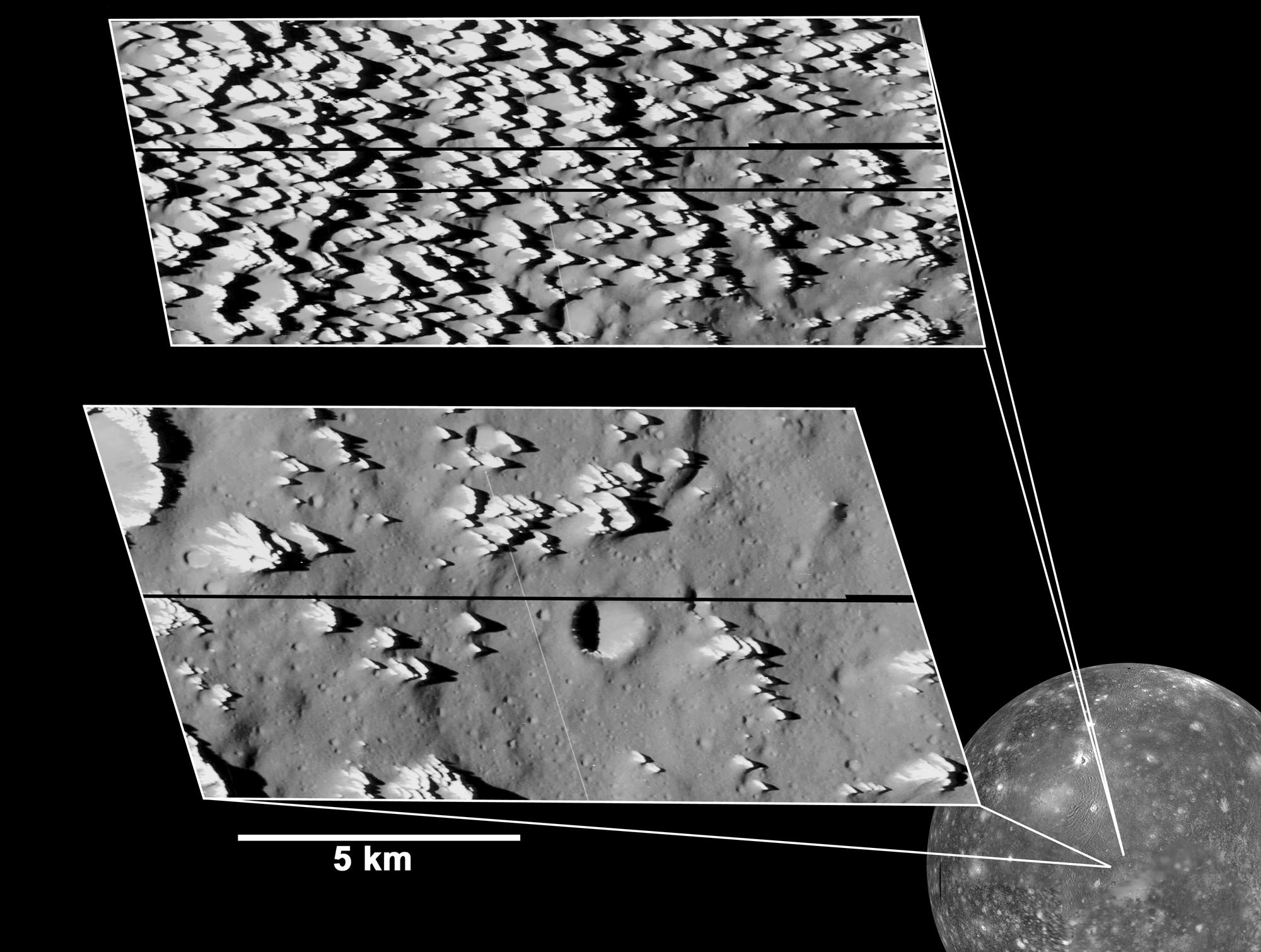
Bề mặt lồi lõm của Callisto

Sau khi quá trình tích tụ kết thúc là quá trình cân bằng nhiệt xảy ra với nguồn nhiệt phóng xạ, thông qua dẫn nhiệt ở lớp bề mặt và trao đổi nhiệt đối lưu ở lớp chất rắn hoặc bán rắn (trạng thái hỗn hợp của băng và chất lỏng) ở lớp trong cùng. Quá trình đối lưu đó cụ thể ra sao vẫn là một câu hỏi về các thiên thể băng trong hệ Mặt Trời. Hiện chúng ta chỉ biết rằng quá trình như vậy diễn ra rất gần nhiệt độ tan chảy của băng. Sự đối lưu trong thiên thể băng là một quá trình chậm với tốc độ chuyển dịch chỉ cỡ khoảng 1 cm/năm. Tuy nhiên, khi xem xét trong thời gian hình thành hàng tỉ năm thì đây vẫn là một quá trình đủ sức làm nguội thiên thể. Tổng kết lại, một thiên thể băng sẽ trải qua quá trình làm lạnh với lớp rắn ngoài cùng dẫn nhiệt không có đối lưu và lớp phía trong truyền nhiệt qua quá trình đối lưu bán rắn. Cụ thể, đối với Callisto, lớp dẫn nhiệt là tầng quyển đá lạnh và rắn dày cỡ 100 km. Phần phía trong của Callisto cũng hình thành những lớp đối lưu khác nhau do tinh thể băng dưới những áp suất khác nhau có những trạng thái khác nhau (với Callisto là từ băng trạng thái I gần bề mặt đến băng trạng thái VII ở tâm vệ tinh). Quá trình đối lưu bán rắn trong lõi xảy ra quá sớm trong lịch sử hình thành là nguyên nhân chính khiến cho Callisto, thay vì có cấu tạo lõi đá và bề mặt băng, thì đã có cấu tạo rất đặc thù như đã nói ở trên. Sự phân lớp trong lõi Callisto kéo dài hàng tỉ năm và có thể vẫn còn tiếp tục cho đến hiện tại.
Từ những hiểu biết về sự hình thành của Callisto, người ta đưa ra giả thuyết về một đại dương tồn tại như một lớp chất lỏng bên trong Callisto. Nguyên nhân được suy ra từ tính chất của băng trạng thái I. Đây là loại băng nằm ở trên cùng các lớp băng, có nhiệt độ tan chảy là 251 K dưới áp suất 2070 bar. Áp suất càng tăng, nhiệt độ tan chảy của băng càng giảm. Bên dưới tầng quyển đá trên cùng, với độ sâu từ 100 đến 200 km, áp suất gần như tương đương và nhiệt độ là gần bằng hoặc cao hơn một chút so với nhiệt độ và áp suất nói trên. Vì thế khả năng bên trên lớp băng trạng thái I là một lớp nước là hoàn toàn có thể. Nếu như bên trong băng của Callisto còn có một lượng nhỏ amonia, dù chỉ cỡ 1 - 2%, thì giả thuyết trên sẽ được khẳng định vì amonia khiến cho nhiệt độ tan chảy của băng còn thấp hơn nữa.
Callisto, mặc dù kích cỡ gần như Ganymede, có lịch sử địa chất đơn giản hơn hẳn. Bề mặt Callisto hầu như được tạo thành bởi những vụ va chạm thiên thạch và các tác nhân khác đến từ không gian. Trong khi Ganymede có những vết cắt trên bề mặt do hoạt động địa chất, Callisto hầu như không có những thay đổi về địa chất như vậy. Lịch sử địa chất khác biệt và rất đơn giản của Callisto là một đối chứng quan trọng cho các nhà hành tinh học trong quá trình nghiên cứu các thiên thể khác.

## Khả năng tồn tại sự sống
Giống như Europa và Ganymede, Callisto được cho là có khả năng tồn tại sự sống ngoài Trái Đất. Có thể có những dạng sống vi sinh vật tồn tại trong đại dương bên dưới bề mặt của Callisto. Mặc dù vậy, khả năng tồn tại sự sống trên Callisto không nhiều như Europa. Nguyên nhân căn bản là do lớp đại dương này có thể không có những vật liệu rắn cần thiết cho sự sống cũng như thiếu đi nguồn trao đổi nhiệt từ vùng lõi của Callisto. Nhà nghiên cứu Torrence Johnson, so sánh khả năng tồn tại sự sống trên Callisto và các vệ tinh khác của Sao Mộc như sau:
Những vật liệu cơ bản cấu thành nên sự sống - những chất hóa học tiền sinh - khá phổ biến trên các thiên thể của hệ Mặt Trời: các sao chổi, thiên thạch và các vệ tinh băng đá. Các nhà sinh học cho rằng chất lỏng và năng lượng là những yếu tố cơ bản để hỗ trợ cho sự sống. Vì thế thật thú vị khi tìm thấy ở một thiên thể khác sự tồn tại của nước. Nhưng, năng lượng cũng là một yếu tố không kém phần quan trọng. Trong khi đại dương của Callisto chỉ được cung cấp nhiệt năng từ những chất phóng xạ phân rã trong lõi của nó, thì Europa còn được cung cấp nhiệt năng từ sự ma sát các lớp đất đá gây ra bởi lực hút của Sao Mộc.
Từ những suy luận như vậy, người ta cho rằng trong số 4 vệ tinh lớn của Sao Mộc, Europa là vệ tinh có khả năng tồn tại sự sống lớn nhất.

## Những dự án khám phá Callisto

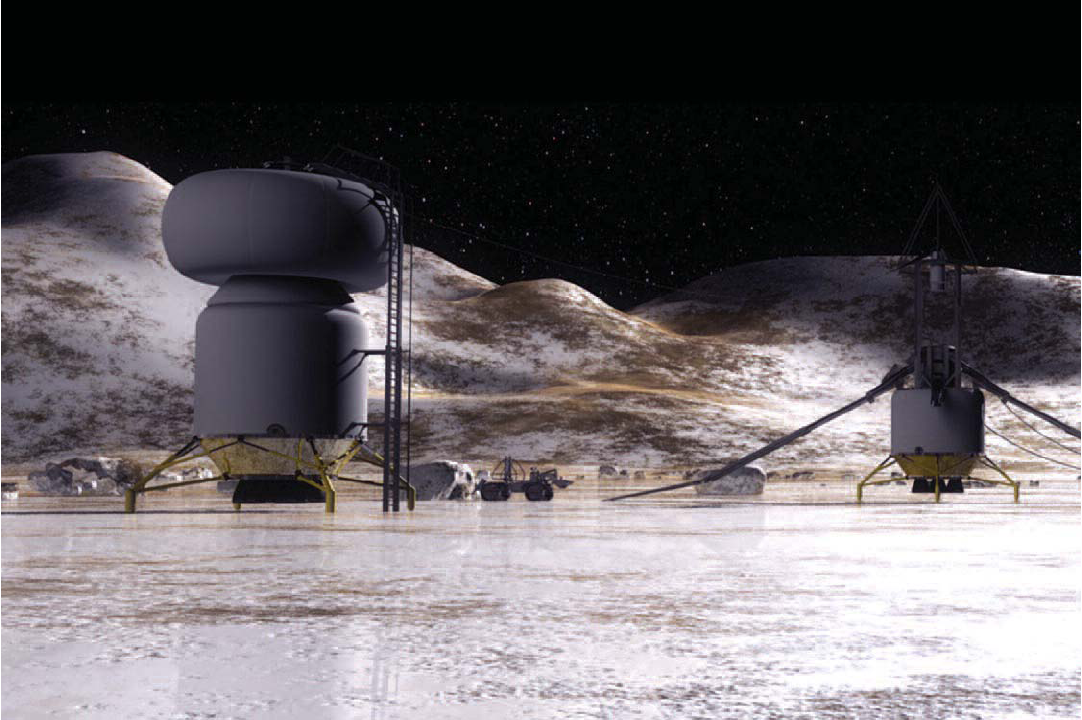
Viễn cảnh về việc xây dựng những cơ sở định cư trên Callisto

Các tàu thám hiểm Sao Mộc Pioneer 10 và Pioneer 11 của những năm 70 thế kỉ trước chỉ cung cấp rất ít thông tin về Callisto so với những điều đã biết về vệ tinh này trước đó từ những đài quan sát mặt đất. Những phát hiện quan trọng chỉ diễn ra khi 2 tàu thám hiểm Voyager 1 và 2 bay qua Callisto vào năm 1979 và 1980. Chúng đã chụp được ảnh một nửa bề mặt Callisto với độ phân giải khá tốt, từ 1 đến 2 km và xác định chính xác nhiệt độ bề mặt, khối lượng và hình dáng của nó. Sau đó, từ 1994 đến 2003, tàu Galileo đã 8 lần bay ngang qua Callisto, lần cuối cùng vào năm 2001 đã vào rất gần vệ tinh này, chỉ cách bề mặt của nó 138 km. Nó đã chụp được ảnh toàn bộ bề mặt Callisto và đối với những vùng nhất định, chụp được ảnh với độ phân giải lên tới 15 m. Vào năm 2000, tàu thám hiểm Cassini trên hành trình đến Sao Thổ cũng đã khảo sát quang phổ hồng ngoại các vệ tinh lớn của Sao Mộc với độ phân giải cao. Tháng 2–3 năm 2007, đến lượt tàu New Horizons trên hành trình tới Sao Diêm Vương cũng đã chụp những bức ảnh mới về bề mặt và quang phổ của Callisto.
Trong tương lai, một dự án mang tên Europa Jupiter System Mission (EJSM, dự án nghiên cứu Sao Mộc và các vệ tinh, chủ yếu là Europa) liên kết giữa 2 trung tâm khoa học vũ trụ NASA và ESA có thể được thực hiện vào năm 2020. Vào tháng 2 năm 2009, 2 trung tâm này đã xác định đây là mục tiêu quan trọng có mức ưu tiên cao hơn dự án Titan Saturn System Mission (dự án khám phá vệ tinh Titan của Sao Thổ). Mặc dù vậy, đóng góp của phía ESA vẫn đang bị đặt dấu hỏi do vấn đề tài chính. Dự án này có thể gồm một vệ tinh bay quanh Sao Mộc của ESA, một vệ tinh bay quanh Europa của NASA và một vệ tinh nghiên cứu từ trường Sao Mộc của JAXA.

## Tiềm năng định cư
Từ năm 2003, NASA đã thực hiện một chương trình nghiên cứu mang tên HOPE (Human Outer Planets Exploration, tạm dịch: Con người thám hiểm những hành tinh khác) phác ra viễn cảnh con người sẽ định cư trên các thiên thể khác của hệ Mặt Trời. Cụ thể người ta đưa ra ý tưởng về một căn cứ trên Callisto với một nhà máy có thể sản xuất nhiên liệu cho những cuộc hành trình xa hơn vào không gian. Ưu điểm của việc đặt một trạm dừng chân như vậy ở Callisto là do bức xạ từ Sao Mộc tại Callisto là tương đối thấp, và do cấu tạo địa chất ổn định của vệ tinh này. Bên cạnh đó, việc xây dựng một căn cứ tại Callisto cũng giúp con người có cơ sở để tiếp tục khám phá vệ tinh Europa, cũng như có thể lợi dụng lực hấp dẫn từ Sao Mộc để tăng tốc cho các tàu vũ trụ hướng xa hơn ra bên ngoài hệ Mặt Trời.